# Улица Ермакова Роща
У́лица Ермако́ва Ро́ща — тупиковая улица в Пресненском районе Москвы, проходящая от станции Тестовская.

## Происхождение названия
Название улица унаследовала от урочища Ермакова роща, названного по фамилии землевладельца середины XIX века.

## Описание
Расположена в промышленной зоне за Третьим транспортным кольцом. Начинается от платформы Тестовская Белорусского направления МЖД напротив 2-го Красногвардейского проезда, проходит на север параллельно железной дороге, слева к ней примыкает Шелепихинский тупик, затем пересекает Шмитовский проезд и заканчивается тупиком в промзоне.

## Здания и сооружения
По нечётной стороне:
- Дом № 7А — таксомоторный парк № 14;

По чётной стороне:
- Дом № 16А — завод «Стройдеталь» № 6.